# 四国学院短期大学
四国学院短期大学（日语：／ Shikoku Gakuin Tanki Daigaku *）是过去一所位于日本香川县善通寺市的私立短期大学。

## 概要

### 简介
- 学校最早可以追溯到1949年即四国基督教学园的创立。短期大学为于1959年开办[1]、由学校法人四国学院经营、来教育的基础是新教。招生到2004年、停办于2006年[2]。

### 历史
- 1959年 四国学院短期大学成立并同时设置两个学科、以下列举[1]。
  - 英语科
  - 基督教科[注 2]
- 2004年 最后一年招生、次年停止招生（正式停办2006年6月14日[2]）

## 学校环境
- 校区：在了香川县善通寺市[注 1]

## 组织

### 学科
- 英语科

### 前学科
| - 基督教科 |

### 专科
| - 没有 |

### 业余课程
| - 没有 |

## 相关链接
- 日本短期大学列表